# Centre de traitement et de régulation de l'alerte
En France, un centre de traitement et de régulation de l'alerte (CTRA) est une composante du système d'alerte des pompiers.
Il centralise les appels faits aux pompiers (112 et 18) et au SAMU (15).
Un centre de traitement de l'alerte (CTA) assure la même fonction, à la différence qu'il ne centralise que les appels faits aux pompiers (112 et 18).
Dans certains département le CTA ou CTRA sont regroupés dans le même lieu que le CODIS